# Киборг (DC Comics)
Ки́борг (англ. Cyborg), настоящее имя — Ви́ктор «Вик» Сто́ун (англ. Victor "Vic" Stone) — супергерой комиксов издательства DC Comics. Был создан автором Марвом Вольфманом и художником Джорджем Пересом и впервые появился в специальном выпуске DC Comics Presents № 26 в октябре 1980 года.

## Биография
Виктор «Вик» Стоун — сын Сайласа Стоуна и Элинор Стоун, ученых лаборатории «S.T.A.R.», которые ставили над ним эксперимент по повышению интеллекта. Возмужав, Вик осуждает проводимые над ним опыты. Обладая высоким IQ, он тем не менее интересовался больше спортом, нежели наукой. Его жизнь кардинально изменилась, когда, он в очередной раз явился в лабораторию «S.T.A.R.», чтобы встретиться с родителями. Те проводили межпространственный эксперимент, в результате которого в лабораторию проникло протоплазматическое существо. Оно убило Элинор и тяжело ранило Вика. Сайласу Стоуну удалось вернуть существо обратно в его измерение, и надеясь спасти жизнь сыну, учёный применил непроверенную технологию по кибернетическому усовершенствованию тела Виктора. Попытка оказалась успешной и Виктор становится Киборгом.

### Flashpoint
В этом мире Киборг — величайший герой Америки со штаб-квартирой в Детройте. Во время вражды амазонок с атлантами, он пытается собрать сверхлюдей в команду, чтобы остановить войну, которая уже уничтожила половину Европы. Однако, ему это не удаётся, пока Флэш не убеждает Бэтмена (Томас Уэйн) изменить политику невмешательства.

## Вне комиксов

### Телевидение
- Киборг появляется в анимационном телесериале «The Super Powers Team: Galactic Guardians»[англ.], где был озвучен Эрни Хадсоном. Там он был подающим надежды десятиборцем, пока в результате аварии не потерял большую часть тела и его отец не заменил недостающие части металлическими. Также Киборг не является Юным Титаном, но является членом Лиги Справедливости.
- Киборг является одним из главных персонажей в мультсериале «Юные Титаны» и сиквеле «Юные титаны, вперёд!», где был озвучен Хари Пейтоном.
- Киборг появляется в анимационном телесериале «Псих», где был озвучен Хью Дэвидсоном[англ.] (эпизод № 44) и Гэри Энтони Уильямсом[англ.] (эпизод № 45).
- Как член «Лиги Справедливости» Киборг появляется в короткометражном телевизионном мультфильме «LEGO Бэтмен: В осаде», где был озвучен Хари Пейтоном.
- Киборг появляется в анимационном телесериале «Justice League Action»[англ.], где был озвучен Хари Пейтоном.
- Ли Томпсон Янг сыграл Киборга в телесериале «Тайны Смолвиля». Здесь Виктор Стоун был бывшим футболистом из Метрополиса, который погиб в автокатастрофе, но был возвращён к жизни доктором Алистером Кригом в качестве эксперимента компании «Cyntechnics», принадлежащей «LuthorCorp».
- Киборг появляется в сериале «Роковой патруль». Именно он становится движущей силой, объединяющей команду супергероев в Роковой патруль.

### Кино
- Рэй Фишер сыграл роль Киборга в расширенной вселенной DC. Сначала он появляется в фильме Зака Снайдера «Бэтмен против Супермена: На заре справедливости» (2016) на коротком видеоролике, который просматривает Чудо-женщина. В фильме того же Зака Снайдера «Лига справедливости» (2017) Киборг является полноправным членом Лиги.
- Киборг является Юным Титаном в мультипликационном фильме «Юные Титаны: Происшествие в Токио», где был озвучен Хари Пейтоном.
- Киборг появляется в мультипликационном фильме «Лига Справедливости: Гибель», где был озвучен Бампером Робинсоном[8].
- Как член Лиги Справедливости Киборг появляется в мультипликационном фильме «LEGO Бэтмен: Супергерои DC объединяются», где был озвучен Брайаном Блумом[9].
- Киборг является одним из персонажей мультипликационного фильма «Лига Справедливости: Парадокс источника конфликта», где был озвучен Майклом Бакари Джорданом[10].
- Киборг является одним из персонажей мультипликационного фильма «Лига Справедливости: Война», где был озвучен Шемаром Муром[11]. Здесь Виктор «Победа» Стоун является футболистом. Его отец, учёный лаборатории «S.T.A.R.», пропускает игру и его место занимает Билли Бэтсон, большой фанат «Победы». Во время вторжения Дарксайда Виктор находится в лаборатории отца и получает ранения от энергетического взрыва. Чтобы не дать сыну умереть, Сайлас Стоун пытается вылечить Виктора в специальной камере, но процессы в организме «Победы» приводят к слиянию с металлическими частями агрегата и его программным обеспечением. Так Виктор превращается в Киборга, способного к трансформированию различных частей своего тела. Как член Лиги Справедливости Киборг появляется в мультипликационных фильмах «Лига Справедливости: Трон Атлантиды», «Лига Справедливости против Юных Титанов», «Смерть Супермена», «Господство Суперменов» и «Темная Лига справедливости: Война Апоколипса», где также был озвучен Шемаром Муром. В мультфильме «Темная Лига справедливости: Война Апоколипса» был порабощен Дарксайдом и стал источником энергии Земли. Когда второй план по уничтожению Дарксайда был выполнен благодаря Тригону, Киборг пожертвовал собой и погиб вместе с Тригоном, Дарксайдом и планетой Апоколипсом.
- Как член Лиги Справедливости Киборг появляется в мультипликационном фильме «Лига Справедливости: В ловушке времени», где был озвучен Эйвери Уоддэллом[англ.][12].
- Как член Лиги Справедливости Киборг появляется в мультипликационных фильмах «LEGO Супергерои DC: Лига Справедливости против Лиги Бизарро», «LEGO Супергерои DC: Лига Справедливости — Атака Легиона Гибели!», «LEGO Супергерои DC: Лига Справедливости – Космическая битва», «LEGO Супергерои DC: Лига Справедливости — Прорыв Готэм-Сити», «LEGO Супергерои DC: Флэш» и «LEGO Супергерои DC: Аквамен — Ярость Атлантиды», где был озвучен Хари Пейтоном. Также Пейтон озвучил Киборга в мультипликационном фильме «Безграничный Бэтмен: Нашествие монстров».
- Альтернативная версия Виктора Стоуна, озвученная Тейлор Паркс, появляется в мультипликационном фильме «Лига Справедливости: Боги и монстры». Вместе со своим отцом — учёным Сайласом Стоуном — он погибает от действия лучей теплового видения, приписываемых Супермену.
- Киборг появляется камео в мультипликационных фильмах «Тёмная Вселенная» и «Лего Фильм: Бэтмен».
- Появляется в мультфильме «Несправедливость», в котором занимает сторону Супермена, когда тот устанавливает во всём мире своё полицейское государство. В конечном итоге Киборг гибнет от рук Амазо.

### Видеоигры
- Киборг является играбельным персонажем в видеоиграх «Teen Titans»[англ.], «Injustice: Gods Among Us», «Scribblenauts Unmasked: A DC Comics Adventure»[англ.], «Infinite Crisis»[англ.], «Injustice 2». Также за него можно сыграть в играх на основе «LEGO»: «LEGO Batman 2: DC Super Heroes», «Lego Batman 3: Beyond Gotham», «Lego Dimensions» и «Lego DC Super-Villains».
- Киборг появляется в трейлере игры «DC Universe Online»[англ.].
- Киборга можно увидеть на газетной фотографии в игре «Batman: Arkham Knight».